# Alanna Kennedy
Alanna Stephanie Kennedy (Campbelltown, 21 gennaio 1995) è una calciatrice australiana, difensore dell'Angel City e della nazionale australiana.

## Carriera

### Nazionale
Kennedy viene chiamata dalla Federazione calcistica dell'Australia (FFA) per vestire le maglie delle nazionali giovanili fin dal 2008, dove debutta a soli 13 anni con l'under 17, giocando in seguito con la formazione under 14 e passando all'under 20 nel 2011.
Viene convocata con la nazionale maggiore fin dal 2012, debuttando contro la Nuova Zelanda. Con la squadra delle Matildas ottiene un secondo posto all'edizione 2014 della Coppa d'Asia, dove perde per 1-0 la finale con le avversarie del Giappone
Viene inoltre inserita in rosa nella squadra che affronta la fase finale del mondiale di Canada 2015 e nella nazionale olimpica che rappresenta l'Australia nel torneo di calcio femminile ai Giochi della XXXI Olimpiade di Rio 2016. In quest'ultimo torneo è autrice di una rete nell'incontro del 9 agosto 2016 dove la propria nazionale si impone per 6-1 sullo Zimbabwe, contribuendo così al passaggio ai quarti di finale.

## Palmarès

### Club
- Campionato australiano: 3

Sydney FC: 2012-2013, 2018-2019
Melbourne City: 2017-2018
- National Women's Soccer League: 1

Western New York Flash: 2016
- FA Women's League Cup: 1

Manchester City: 2021-2022

### Nazionale
- Tournament of Nations: 1

2017
- Cup of Nations: 2

2019, 2023

### Individuale
- Giocatrice dell'anno: 2015-2016
- Orlando Pride 2017 Golden Swans: Coaches Award
- Inserita nella lista dei 20 difensori della Women's World XI 2017